# Kisum
Jo Hye-ryung (Hangul: 조혜령; Seúl, 20 de enero de 1994), más conocida por su nombre artístico Kisum (Hangul: 키썸), es una cantante y rapera surcoreana, En 2015, Kisum participó en la primera temporada del show Unpretty Rapstar. Anteriormente también había participado en la tercera temporada del show, Show Me The Money.

## Discografía

### Miniálbumes (EP)
- "Like It" (2014)
- "Musik" (2016)
- "The Sun, The Moon" (2017)

### Singles
| Título                                              | Año  | Posición más alta en los ranking | Ventas               | Álbum  |
| Título                                              | Año  | KOR                              | Ventas               | Álbum  |
| --------------------------------------------------- | ---- | -------------------------------- | -------------------- | ------ |
| "Feedback (with Lil Cham, Bora, Jace, and Adoonga)" | 2015 | 10                               | - KOR: 133,000+ (DL) |        |
| "To.Mom (feat. Insooni)"                            | 2015 | 23                               | - KOR: 183,830+ (DL) |        |
| "Show Off (feat. Kim Ho Yeon)"                      | 2015 | 11                               | - KOR: 138,442+ (DL) |        |
| "You & Me (feat. Jooyoung)"                         | 2015 | 26                               | - KOR: 141,000+ (DL) |        |
| "3sec (with Homme)"                                 | 2015 | 34                               | - KOR: 31,568 (DL)   |        |
| "Love Talk (feat. Hwasa of Mamamoo)"                | 2015 | 43                               | - KOR: 81,333+ (DL)  |        |
| "Jealousy (with U SUNG EUN)"                        | 2016 | 20                               | - KOR: 82,473 (DL)   |        |
| "2 Beer"                                            | 2016 | 17                               | - KOR: 79,565+ (DL)  | 2 Beer |

## Filmografía

### Series web
| Año  | Título    | Papel       | Canal             | Ref.  |
| ---- | --------- | ----------- | ----------------- | ----- |
| 2016 | My Runway | Park Na-rae | Netflix/TV Chosun | [ 6 ] |

### Programas de variedades
| Año  | Programa                                | Notas                                    | Ref.  |
| ---- | --------------------------------------- | ---------------------------------------- | ----- |
| 2015 | I Can See Your Voice (temporada 2)      | Ep. #5 - miembro del papel de detectives |       |
| 2017 | Romance of Akita                        | junto a Kangnam y Sung Hyuk              | [ 7 ] |
| 2019 | My Sibling's Lovers: Family Is Watching | miembro del equipo                       |       |